# Dilema veche
Dilema veche (fostă Dilema) este o revistă săptămânală de cultură fondată de Andrei Pleșu, Tita Chiper, Zigu Ornea, Mircea Vasilescu și Radu Cosașu în ianuarie 1993, specializată în numere tematice.
Este singura revistă post-1989 cu un format original care pune accentul pe eseu, dezbaterea de idei și publicistica literară.
De-a lungul timpului dețin rubrici în Dilema scriitorii Radu Cosașu, Andrei Pleșu, Mircea Vasilescu, Dumitru Solomon sau Zigu Ornea, precum și Mircea Iorgulescu, Octavian Paler, Bogdan Ghiu și Ștefan Augustin Doinaș. Dilema a deținut și suplimente literare: revista Vineri, și mai târziu, revista Dilemateca.
Revista a fost editată de Fundația Culturală Română până la 1 ianuarie 2004 sub numele Dilema'.
Pe 16 ianuarie 2004 a apărut primul număr sub noua denumire, Dilema Veche, cu aceeași echipă redacțională și editată în regim privat, după o demisie generală datorată presiunilor politice pe care le făcea conducerea Fundației Culturale Române (care între timp devenise Institutul Cultural Român). În prezent, revista face parte din trustul Adevărul Holding. Dilema Veche apare săptămânal, joi, și are acoperire națională.

## Festivalul și Conferintele Dilema Veche
Festivalul Dilema veche - Cetatea Alba-Iulia, 30 septembrie - 2 octombrie 2011
"A doua ediție, care ar fi trebuie să aibă loc în 2012, a fost anulată atunci, se pare, din motive financiare."
Festivalul Dilema veche - Cetatea Alba-Iulia, 30 august - 1 septembrie 2013
Festivalul Dilema veche - Cetatea Alba-Iulia, 22-24 august 2014
Festivalul Dilema veche - Cetatea Alba-Iulia, 21-23 august 2015
Festivalul Dilema veche - Cetatea Alba-Iulia, 26-28 august 2016
Festivalul Dilema veche - Cetatea Alba-Iulia, 25-27 august 2017
"Autointitulat „cel mai important eveniment cultural din Cealaltă Capitală”, festivalul a fost anulat exact în anul Centenarului. Informația a fost confirmată și de redacția ziarului Dilema Veche într-un mesaj scurt transmis redacției. Totuși, având în vedere că bugetul pentru acest eveniment a fost deja aprobat (300.000 lei de la Primăria Alba Iulia) potrivit unor surse, în weekendul 24-26 august se va organiza un alt eveniment, sub un alt nume și de care cel mai probabil se va ocupa administrația locală, fără implicarea celor de la Dilema Veche"
Conferințele Dilema Veche - Arad, 3-7 aprilie 2019, Centrul Municipal de Cultură Arad
„Revista noastră a împlinit anul trecut 25 de ani. Desigur, România de azi diferă de România de acum 25 de ani, dar în nevoie de dileme tot a rămas. Așadar, dezvoltarea proiectului Conferințele Dilemei vechi exprimă pe deplin spiritul și istoria revistei. Este, de asemenea, foarte important că proiectul Conferințelor Dilema veche se va dezvolta din succesul Festivalului de științe umaniste, organizat în fiecare an, începând cu 2015, la Arad. Întîlnirea dintre Dilema veche și Festivalului de științe umaniste este, neîndoilenic, un moment fericit al culturii române” - Sever Voinescu, redactor-șef Dilema veche.
Conferințele Dilema veche - Cluj-Napoca, 15 și 17 octombrie 2020, Universitatea Babeș-Bolyai. Tema ediției: „Buna tradiție și prostul obicei. Despre ce vorbim atunci când nu ne mai înțelegem”.